# Харизматическое движение
Харизматические движения (англ. Charismatic movement от греч. χάρισμα «дар <благодати>; дарование») — религиозное движение внутри христианства, начавшееся в 1960-м году и получившее распространение в основном среди протестантских общин и в католицизме, провозглашающее, что в его деятельности в соответствии с Писанием происходит крещение Духом Святым с внешними проявлениями (главным образом, через иные языки). Во многом учение и богослужебная практика харизматов пересекаются с пятидесятничеством, но существуют и определённые различия.
Харизматическое движение родилось на свет, во многом, благодаря предыдущему религиозному движению — так называемому "движению исцеления" (1946-1958 гг.), посредством которого традиционные пятидесятники заняли определённую нишу в обществе, использовав в своей проповеди элементы массовой культуры, прежде всего, молодёжной.

## Описание
Термин «харизматическое движение» описывает происходящее в настоящее время международное и межденоминационное христианское движение, в котором индивидуальные, исторически сложившиеся христианские общины принимают верования и практики, сходные с пятидесятническими, а именно «крещение Духом Святым».
Изначально целью харизматического движения было не основание новых харизматических общин, а распространение харизматического опыта во всех уже существующих христианских церквях различных деноминаций. Позднее данный процесс изменился, и харизматическое движение в большинстве случаев стало распространяться через основание новых независимых общин.
Харизматические церкви утверждают о своей приверженности Апостольскому и Никео-Цареградскому Символу веры (см. Особенности вероисповедания).
В России сами «харизматы» обычно называют себя христианами веры евангельской (пятидесятники). В некоторых регионах для того, чтобы не путать пятидесятников (ХВЕ) и «харизматов», последние называют себя христианами евангельской веры (ХЕВ).

## Течения
См. также Список пятидесятнических деноминаций
Харизматическое движение представляет собой совокупность религиозных союзов и независимых религиозных организаций, имеющих, в основном, схожие богословие и форму проведения богослужений.
Среди представителей харизматического движения «Движение веры» (лидеры: Кеннет Хейгин, Орал Робертс, Кеннет и Глория Коупленд, Джерри Савелл, Джесси Дуплантис, Крефло Доллар, Кейт Батлер, Бенни Хинн, Джойс Майер); Католическое харизматическое движение; движение, южнокорейская «Церковь Полного Евангелия Ёыйдо» (Ассамблеи Бога); «Движение обновление» («торонтское» благословение). Существуют также и многие другие представители харизматического движения.

## Особенности вероисповедания
Трудно выделить все особенности вероучения Харизматического движения ввиду того, что оно делится на множество течений. Однако подавляющее большинство организаций харизматического движения согласны с утверждениями Апостольского Символа веры. Большинство являются тринитариями.
Основным отличием харизматического течения является вера в Дары Духа Святого, через которые Бог может являть себя в любом верующем: 

Одному дается Духом слово мудрости, другому слово знания, тем же Духом; иному вера, тем же Духом; иному дары исцелений, тем же Духом; иному чудотворения, иному пророчество, иному различение духов, иному разные языки, иному истолкование языков.
— 1Кор. 12:8
Также они разделяют большинство догматов протестантизма — об «оправдании верой» и «только Писание» (лат. Sola Scriptura).

### Глоссолалия
Практика глоссолалии является общей как для харизматического движения, так и для пятидесятников. Её суть заключается в убеждении в том, что каждый верующий человек, переживший «Крещение Святым Духом», может получить сверхъестественный дар от Бога говорить (или молиться) на человеческих (таких как, например, английский, немецкий, итальянский и пр.), а также на ангельских языках. Крещение Духом Святым, по мнению харизматов, пятидесятников и других членов пятидесятнического движения, сопровождается знамением говорения на иных языках. Это основано, например, на этих местах из Библии: 

Уверовавших же будут сопровождать сии знамения: именем Моим будут изгонять бесов; будут говорить новыми языками
— Мк. 16:17

Итак языки суть знамение…
— 1Кор. 14:22
Эта вера строится на некоторых местах из Нового Завета, а именно из книги Деяний и 1-го Послания апостола Павла Коринфянам (14:13), а также Евангелия от Марка (16:17) Так, например во 2-й главе Деяний описывается, как Дух Святой сошёл на Апостолов в День Пятидесятницы:

И исполнились все Духа Святаго, и начали говорить на иных языках, как Дух давал им провещевать
— Деян. 2:4
Харизматы, как и пятидесятники, верят, что это особенные языки, на которых может молиться Дух Святой в человеке, а говорить слова человек. Например, это основывается на данном тексте:

Также и Дух подкрепляет нас в немощах наших; ибо мы не знаем, о чем молиться, как должно, но Сам Дух ходатайствует за нас воздыханиями неизреченными
— Рим. 8:26
Смысл произнесенной молитвы, по мнению харизматов и пятидесятников, может истолковать Дух Святой в человеке через дар истолкования языков:

А потому, говорящий на [незнакомом] языке, молись о даре истолкования
— 1Кор. 14:13
По мнению критиков харизматического движения — в ранней христианской Церкви (первый век новой эры) дар говорения присутствовал, но апостол Павел пишет в своём послании, что дар этот давался не каждому (1Кор.12:10,28-30).

## История
Рождение харизматического движения датируется 3 апреля 1960 года. В этот день епископальный священник Деннис Беннет вместо проповеди рассказал своей общине о пережитом им опыте «крещения Святым Духом» (Беннет, уже задолго до этого в 1959 году, стал свидетелем того, как некоторые члены его общины получили «крещение Духом» и начали «говорить на языках»; впоследствии он тоже начинает страстно желать большей близости Божией и в конце концов позволил пятидесятникам возложить на себя руки и он заговорил «на иных языках»). Это заявление произвело среди членов общины замешательство, что привело к смещению Беннета. Благодаря прессе и телевидению данный случай получил огласку и вскоре Беннет был завален письмами и приглашениями. Благодаря его активной лекционно-проповеднической деятельности харизматическое движение стало быстро распространяться, а Беннет был признан его отцом.
Термин «харизматический» был введён американским лютеранским священником Харальдом Бредезеном в 1962 г., чтобы описать то, что происходило в протестантских деноминациях.
Дальнейшее распространение харизматического движения:
- 1961 год — лютеранский пастор Ларри Кристенсон пережил момент возникновения харизматии в своей общине в Сан-Педро.
- 1962 год — англиканец Михаэл Харпер из Лондона испытывал аналогичное харизматическое переживание и основал общину «Источник веры», которая сыграла значительную роль в распространении харизматического движения в Англии. В 1964 г. Давид де Плесси принял приглашение Ватикана участвовать во Втором Ватиканском соборе.
- 1965 год — в Германии состоялось экуменическое совещание по харизматическому созиданию церкви.
- 1966 год — харизматическое движение зародилось и в среде католической церкви в группе студентов-католиков из Дуквенского университета.
- 1967 год — харизматическое движение было занесено в католический Университет Нотр-Дам в г. Саусбенде (штат Индиана), оттуда движение очень быстро распространилось по всем штатам и Канаде.
- 1969 год — прошла Первая встреча членов движения харизматического обновления в католической церкви, а в 1970 году прошла Вторая встреча, в 1971 — Третья встреча.
- 1974 год — в Иерусалиме состоялась международная конференция по теме «Святой Дух». Участие в основном приняли члены пятидесятнических церквей и харизматических церковных групп.
- 1973 год — прошёл Первый международный конгресс католическо-харизматического движения, 1975 г. — Второй международный конгресс, 1978 г. — Третий международный конгресс.
- 1981 год — на Берлинском олимпийском стадионе прошло мероприятия под названием «Олимпия-81». Инициатором его был Ф. Шпитцер, получивший видение о переполненном людьми стадионе.

Приблизительно в 1980 году стало ясно, что харизматическое движение, если брать его в мировом масштабе, уже оставило позади кульминацию своего развития. Продолжением харизматического движения стало движение, которое стали называть «Третьей волной Святого Духа» («Первой волной Святого Духа» считается пятидесятническое движение, «Второй волной Святого Духа» — харизматическое движение), хотя не все придерживаются такой точки зрения и считают «Третью волну» следующим этапом становления Харизматического движения, уже ставшим внеденоминационным.
На сегодняшний день самые большие харизматические общины в Европе находятся в Швеции, Норвегии, Финляндии и Италии. В Латинской Америке в Бразилии имеется пять харизматических деноминаций, каждая из которых включает в себя более 2 миллионов человек, в Мексике пятимиллионная организация «Свет мира» является самым крупным в мире испаноговорящим обществом. В Африке харизматическое движение более всего распространено к югу от Сахары, в так называемой Тропической Африке. Харизматическое движение также широко распространено в США.

### В России
Первые общины харизматического движения стали появляться параллельно тому, как начиналась перестройка в Советском Союзе. Огромную роль в этом сыграл Ульф Экман («Слово жизни» из г. Уппсала, Швеция) и его помощник Карл-Густав Северин.
Карл-Густав Северин впервые приехал в Советский Союз в 1985 году, в город Ленинград (нынешний Санкт-Петербург). Первое культовое здание было открыто в г. Гатчине (Ленинградская область). В 1988 году Карл-Густав Северин совершил свой приезд в Хакасию.
На сегодняшний день в России образовалось множество независимых общин харизматического движения, часть из них входят в разные харизматические объединения, сохраняя однако при этом свою автономность, другие — остаются вне них.

### Современность
В настоящий момент ситуация достаточно сложна. Несмотря на строго консервативную точку зрения целого ряда лидеров в регионах, наличие церквей с «новыми формами служения» по всей России не было чем-то необычным для Российской Церкви ХВЕ, хотя с начала 1990-х гг. этот общероссийский союз считался традиционно пятидесятническим. Противоречия в среде харизматов и пятидесятников возникают, главным образом, из-за разнящихся взглядов на вопросы миссионерства и проведения служений. Так, харизматы признают и используют новые формы в богослужении и в миссионерской работе, а консерваторы отвергают идеи новых теологических доктрин (где, к примеру, делается акцент на процветании и здоровье), а также слишком эмоциональные, по их мнению, формы служения. Представители консервативного пятидесятнического движения чётко разделяют пятидесятников и харизматов. Отличие этих двух течений епископ нижегородского объединения ХВЕП Дулесин видит не во внешнем стиле служения, а в разном подходе к учению. Харизматов Дулесин считает представителями либерального развития христианской церкви, а пятидесятников видит фундаменталистами, не отходящими от чистоты учения. Харизматы, по его мнению, больше всего заботятся о правах личности гражданина, о том, «…как приспособиться к мирской жизни…», а также допускают возникновение новых учений, таких как учение о богатстве и здоровье.

## Различия между пятидесятниками и харизматами
Основные различия харизматической теологии с традиционной пятидесятнической — это понимание причин «рождения свыше», которое, в традиционном понимании, происходит через просвещение, осознание и полное обращение (покаяние), а не через чувственное принятие решения (поверхностное покаяние под воздействием нахлынувших чувств). Также разница состоит в придании акцента в ходе собраний общины действиям, направленным на возможные проявления действия Бога в каждом прихожанине, при этом, как правило, разница состоит в размерах аудитории, которая у традиционных пятидесятников меньше. Согласно доктринам пятидесятнических церквей, в традиционных общинах являются невозможными практики, которые допустимы в харизматических группах:
- молитва за верующих христиан об освобождении от нечистых духов и проклятий[4],
- «падение под действием Святого Духа»
- «танцы в духе»

Харизматы, в целом, выступают за внешние нововведения в ход богослужения в церкви, придающие ему «современный» вид и звучание, что, зачастую, категорически осуждается пятидесятниками. Существенная разница касается самой формы проведения богослужений. Харизматические собрания, как правило, достаточно ярко эмоционально окрашены, в ходе литургической части нередко используется ритмичная музыка, популярная в среде молодёжи (диско, рок и т. п.), в то время, как у пятидесятников богослужения проходят значительно спокойнее. Также различно понимаются вопросы благочестия (отношение к материальным средствам, внешний вид и поведение христианина, семейные отношения и субординация). Некоторые моменты харизматического богословия (например «евангелие процветания»), совершенно неприемлемы с точки зрения консервативных пятидесятников.
Религиоведы по-разному оценивают различия между пятидесятниками и харизматами. Часть религиоведов склонна считать, что это принципиально разные направления в христианстве, другие же относят эти движения в одно целое.

## Современное положение в обществе
Сегодня харизматические церкви пытаются играть довольно активную роль в современном обществе, стремясь оказать на него влияние.
Традиционно широко распространена благотворительность, принимается посильное участие в социальных проектах по месту нахождения той или иной харизматической общины. В различных населённых пунктах представлена сеть пятидесятническо-харизматических организаций, бесплатно помогающих наркоманам и алкоголикам избавиться от своей зависимости. Вместе с тем, деятельность таких организаций подвергается мониторингу правоохранительных органов, что зачастую вызывает недоумение пациентов и их родственников. Как отметил один из участников такого проекта, 

«…Когда мою 17-летнюю дочь пьяной подбирали на улицах, а потом меня штрафовали за это на 500 рублей, в милиции и прокуратуре по этому поводу никто не переживал. А теперь, когда появилась надежда, что мой теперь уже совершеннолетний ребёнок не умрет где-нибудь под забором, у меня требуют объяснений…»
Так, одним из подобных реабилитационных центров является реабилитационный центр «Новая жизнь», г. Кингисепп, Ленинградской области. На примере этого центра видно, что, в отличие от коммерческих центров, христианские центры реабилитации помогают любому обратившемуся. Выходцы из центра в Кингисеппе создали 17 новых центров по стране (г. Смоленск и другие города). Всего в России евангельскими христианами организовано около 300 таких центров. Также, к примеру, согласно статье на сайте «Русский Архипелаг», нижегородская харизматическая организация «Лоза», относящаяся к харизматической «ветви» пятидесятничества, оказывает помощь детским приютам, интернатам, помогает фонду гематологии, проводит детские лагеря для всех желающих. Христианский центр «Восстановление» (г. Москва) имеет свой реабилитационный центр в Тверской области, где получают помощь наркоманы и алкоголики. Периодически пятидесятники-харизматы встречают сопротивление в своей социальной деятельности со стороны государственных и муниципальных чиновников и православных, но преодолевают все препятствия «с „харизматической“ агрессивностью и бескомпромиссностью».

### Статьи
- Движение исцеления
- Католическое Харизматическое Обновление
- Пятидесятники
- Либерализм в христианстве
- РОСХВЕ
- Харизма
- Харизматический культ
- Харизматический лидер

#### Персоналии по теме
- Экман, Ульф
- Сергей Ряховский

### Книги
- Харизматическое движение : [арх. 3 октября 2022] / Куропаткина О. В. // Уланд — Хватцев [Электронный ресурс]. — 2017. — С. 769. — (Большая российская энциклопедия : [в 35 т.] / гл. ред. Ю. С. Осипов ; 2004—2017, т. 33). — ISBN 978-5-85270-370-5.
- Неопятидесятничество: вирус в христианстве. Сборник трудов / под общ. ред. игумена Анатолия (Берестова). — М.: Издательство Душепопечительского центра во имя святого праведного Иоанна Кронштадтского, 2010. — Т. 4. — 440 с. — 4000 экз. — ISBN 978-5-904481-36-0. (недоступная ссылка)
- Серафим (Роуз). Глава VII «Харизматическое возрождение» как знамение времени // Православие и религия будущего. — М., Калифорния: Братство преподобного Германа Аляскинского Платина;Российское Отделение Валаамского Общества Америки, 1999. Архивировано 8 сентября 2011 года.
- Чернышёв В. М. «Из истории харизматического движения» // Меч обоюдоострый. Конспект по Сектоведению. — Киев: Киевская духовная семинария, 2000. — 112 с. (недоступная ссылка)
- Melton J. G. Charismatic movement // Encyclopedia of Protestantism. — New York: Checkmark Books, 2008. — 628 с. — ISBN 0-8160-5456-8.

### Статьи
- Лункин Р.Н. «Христиане с харизмой» // НГ-Религии. — 2003. — № 21 (129). Архивировано из оригинала 29 ноября 2013 года.
- Лункин Р.Н. Харизматы и консерваторы: друзья-враги в одном союзе // Русское ревью. — Кестонский институт, 2005. — № 3,4. Архивировано 28 января 2012 года.
- Лункин Р.Н. «Пятидесятники и харизматы: единство в многообразии» // «Религия и право». — 2007. — № 2 (41). — С. 31—33. (копия).
- Свартлинг Пэр Г. (Per G. Swartling). Опыт неопятидесятнических движений в Швеции // Международная научно-практическая конференция «Неопятидесятнические секты в России: угроза религиозного экстремизма». — Саратов, 10-11 мая 2005 года. Архивировано из оригинала 27 сентября 2007 года.

## Аффилированные ссылки
- Альфа курс. Программа практического знакомства с христианством. Статьи, мультимедиаматериалы, форум, юмор.
- Сайт харизматической церкви «Роса», Россия, г. Москва
- Адреса Церквей в штатах Вашингтон и Орегон (США)
- Сайт харизматической церкви «Новое поколение», Латвия, г. Рига

## Критические ссылки
- «Неопятидесятники» Центр религиоведческих исследований Иринея Лионского
- «Движение веры» // Информационный центр по вопросам сектантства при соборе св. Александра Невского
- «Глазная мазь»  Постоянно выполняющаяся подборка критических материалов.
- Критические заметки о харизмато-пятидесятническом «даре языков»
- Феномен глоссолалии (говорения на языках) у неопятидесятников